# Wifredo Lam
Pour les articles homonymes, voir Lam.
Wifredo Óscar de la Concepción Lam y Castilla, dit Wifredo Lam, est né le 8 décembre 1902 à Sagua La Grande (Cuba) et mort le 11 septembre 1982 à Boulogne-Billancourt. Peintre cubain, promoteur d’une peinture métissée alliant modernisme occidental et symboles africains et caribéens créant ainsi un langage singulier et contemporain. Proche de Pablo Picasso, des surréalistes qui le reconnaissent comme l’un des leurs, il côtoiera également les Imaginistes, Phases, CoBrA.
« Lam, c’est aussi l’âme de ce temps dans son combat pour la justice, pour la libération des réalités longtemps opprimée. » Lam poursuit le même combat que le poète martiniquais Aimé Césaire, « peindre le drame de son pays, la cause et l’esprit des Noirs. » Il a inventé un langage propre, unique et original, pour « défendre la dignité de la vie. »

## Biographie

### Famille
Wifredo Oscar de la Concepción Lam y Castilla naquit l'année de la proclamation de la république, après plus de trois siècles de domination espagnole. Le « l » de son prénom ayant disparu quelques années plus tard à la suite d’une erreur administrative, il adopte complètement ce nouveau prénom de Wifredo.
Wifredo est le huitième et dernier enfant d'un couple aux origines fort différentes et d'une grande différence d'âge. Sa mère, Ana Serafina Castilla, née en 1862, est une mulâtresse descendant d’Espagnols et de Noirs du Congo déportés. Son père, Enrique Lam Yam, né vers 1818, est un Chinois originaire de la région de Canton qui a émigré vers les Amériques. Il s'installe en 1860 à San Francisco puis, dix ans plus tard, migre une première fois vers Cuba avant de rejoindre le Mexique en 1880. Il s'installe définitivement à Cuba, dans la ville de Sagua la Grande où il tient commerce et, homme lettré connaissant de nombreux dialectes cantonais, exerce la profession d'écrivain public pour les émigrants chinois. Ce dernier meurt en 1926, âgé de 108 ans. Son épouse lui survit jusqu'en 1944.
Sagua La Grande est une petite ville sur la côte nord, centre sucrier de la Province de Las Villas. C’est là qu’il passe son enfance, dans un environnement mêlant plusieurs civilisations et croyances : le catholicisme cubain auquel appartient sa mère qui le fait baptiser lorsqu'il a 5 ans; le culte des ancêtres pratiqué par son père ; et les traditions africaines, liées à la santeria, que lui apprend sa marraine, Antonica Wilson, dite Mantonica, une prêtresse très renommée de ce rite. Il apprend auprès d’elle les rudiments du culte et de ses mystères, sans jamais être initié. Elle lui ouvre un monde peuplé d’esprits et d’invisibles.

### Vocation précoce
Lam fréquente une école publique dans un quartier populaire de sa ville natale et c'est dès l’âge de sept ans que naît sa vocation d’artiste et qu’il se passionne pour le dessin. Il s’intéresse très tôt aux œuvres de Léonard de Vinci, Velasquez, Goya mais aussi de Paul Gauguin ou Eugène Delacroix.
En 1916, Wifredo et une partie de la famille s'installent à La Havane tandis que son père, déjà très âgé, reste à la campagne. Wifredo s'exerce au dessin et à la peinture dans les jardins botaniques de la ville. Il abandonne des études de droit pour suivre une formation artistique et devenir portraitiste. De 1918 à 1923, Lam est inscrit à l’Academia Nacional de Bellas Artes San Alejandro (es). Il est l’élève des peintres Leopoldo Romañach et Armando Menocal. C'est à l'âge de 21 ans qu'il prend la nationalité cubaine, étant jusqu'alors chinois par sa filiation, expliquant peu après qu'il s'est toujours senti avant tout cubain plutôt que chinois.

### Espagne

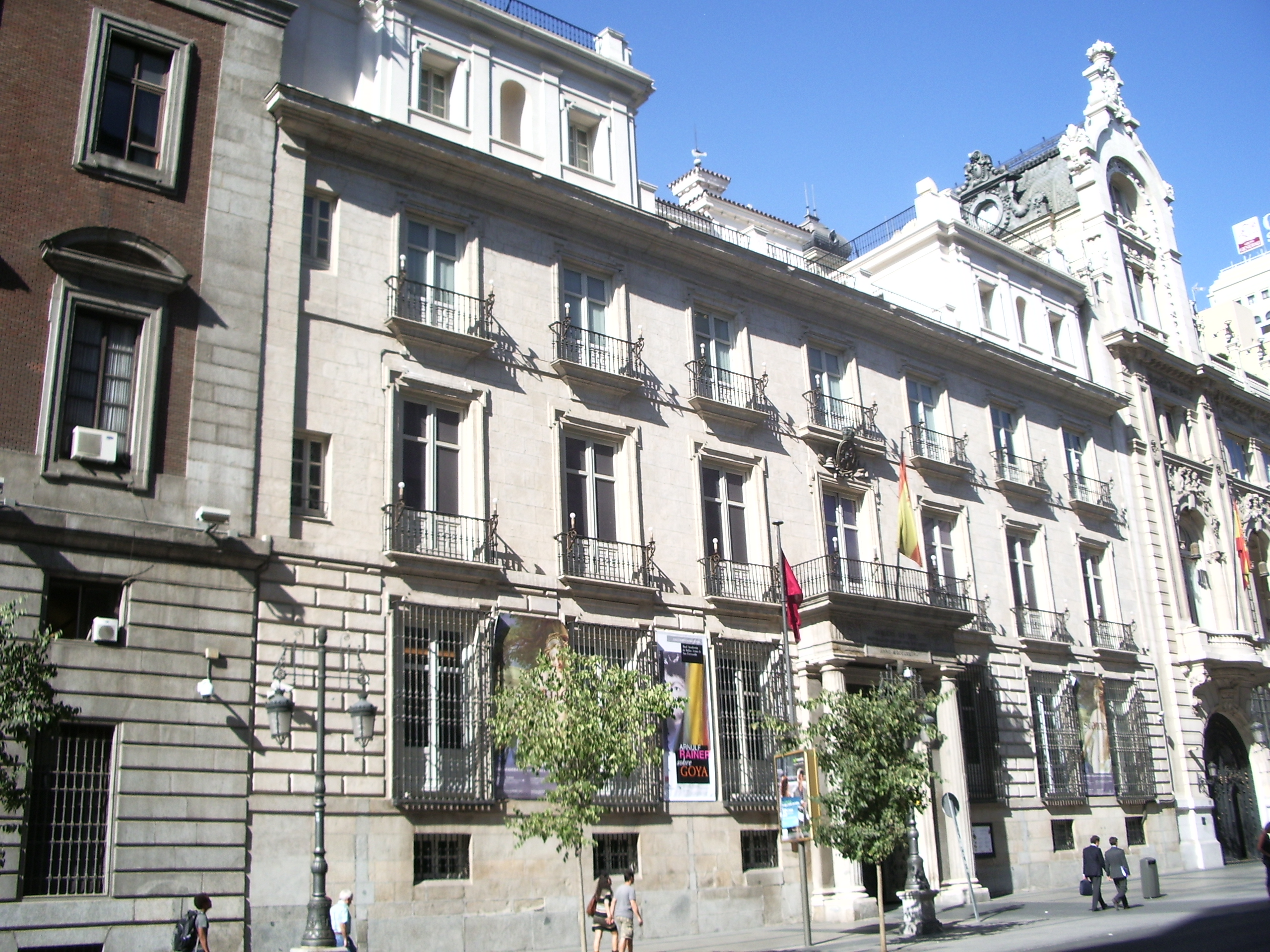
Académie royale des beaux-arts de San Fernando, Madrid

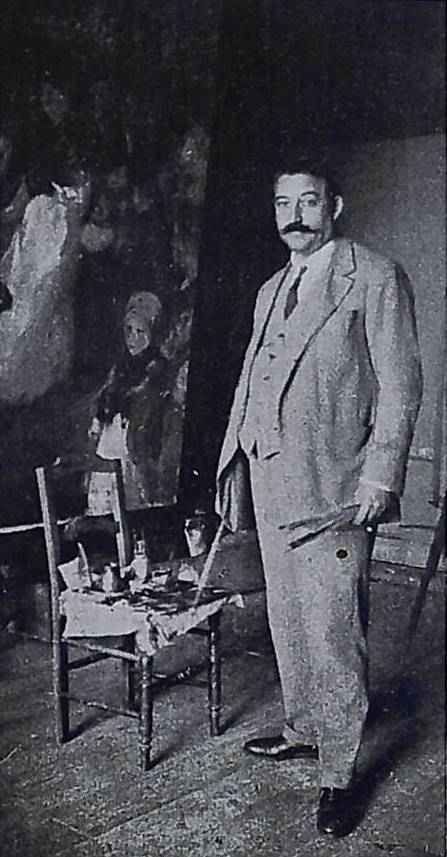
Fernando Álvarez de Sotomayor

De 1924 à 1926, à Madrid, il rejoint l'Académie royale des beaux-arts de San Fernando. Les cours sont donnés par le directeur du Musée du Prado, portraitiste et professeur, qui ne jure que par la tradition, Fernando Álvarez de Sotomayor qui avait été le maître de Salvador Dalí.
À partir de 1925, à Madrid, pour échapper à l'enseignement réactionnaire de San Fernando, il fréquente l'Escuela Libre de Paisaje fondée par Julio Moisés, avec l’aide de peintres anticonformistes (Dalí, Francisco Bores, Benjamín Palencia, José Moreno Villa, etc.).
Lam vit en Espagne de 1923 à 1938. Il demeure le plus souvent à Madrid – avec quelques séjours à Cuenca, Léon, puis à Barcelone. C'est pour le peintre une longue période d'apprentissage et de recherches. Malgré un enseignement classique, l'Ancien Monde jouera bien le rôle de révélateur. D'abord par le biais des maîtres anciens. Au musée du Prado, il est attiré par tous ceux qui dénoncent les tyrannies : Jérôme Bosch, Breughel, Albrecht Dürer, Goya, etc. Il se sent proche de ces artistes révoltés et contestataires. Il s'intéresse aussi bien aux origines de l'art - Préhistoire, archaïsme, de l'Occident ou de l'Afrique - qu'aux peintures de Paul Cézanne, de Henri Matisse, et surtout de Picasso — découvert en 1929. C'est une révélation. Dorénavant Lam souhaite faire une peinture qui soit aussi « une proposition générale démocratique [...] pour tous les hommes ».
L'Espagne est aussi pour Lam une terre d'expériences tragiques. Aux douleurs personnelles (la perte d’une épouse, Eva Sébastiana Piriz, et de leur fils Wilfredo Víctor en 1931, succombant de la tuberculose) s'ajoutent les drames de l'Histoire (la montée du fascisme et la guerre civile). Il s'engage auprès des Républicains dès le 18 juillet 1936, participe à la défense de Madrid, puis travaille dans une usine d'armement. Peu avant son départ, il rencontre celle qui deviendra sa seconde épouse, Helena Holzer.

### France

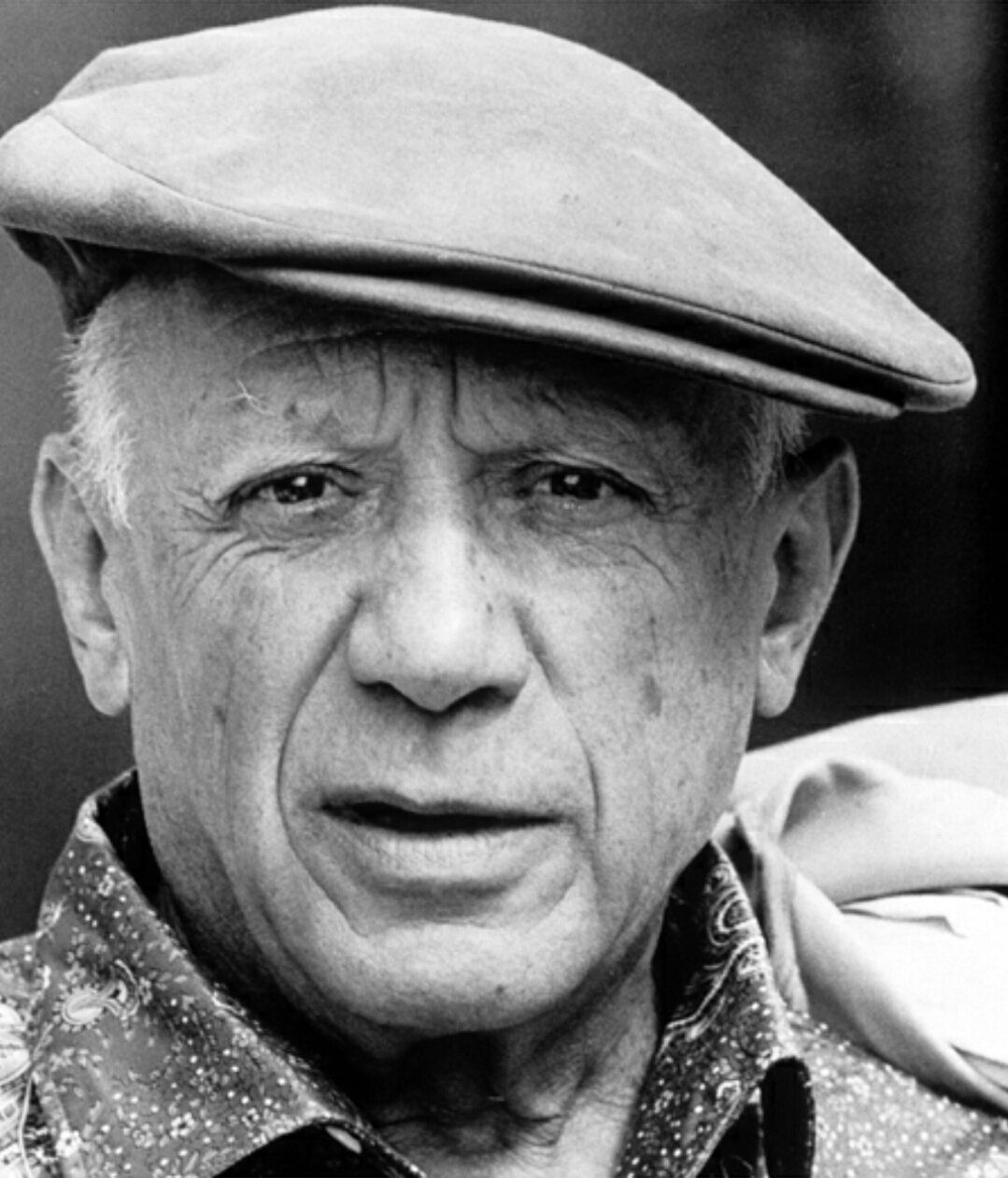
Pablo Picasso

Lam quitte l’Espagne en mai 1938 pour Paris où il s’installe jusqu’en juin 1940. Ce séjour est d’une importance capitale. Il est accueilli par Pablo Picasso qui sera pour lui un « incitateur à la liberté ». L’Espagnol lui présente Georges Braque, André Breton, Paul Éluard, Fernand Léger, Michel Leiris, Matisse, Joan Miró, Tristan Tzara, Christian Zervos ainsi que les marchands d’art Daniel-Henry Kahnweiler et Pierre Loeb.
Il peint beaucoup et Picasso lui témoigne son approbation et son soutien : « Je ne me suis jamais trompé sur toi. Tu es un peintre. C’est pour cela que j’ai dit la première fois que nous nous sommes vus que tu me rappelais quelqu’un : moi ». Cette affirmation artistique est aussi couronnée par deux expositions qui se déroulent à Paris et à New York en 1939.

### Départ en exil et retour à Cuba

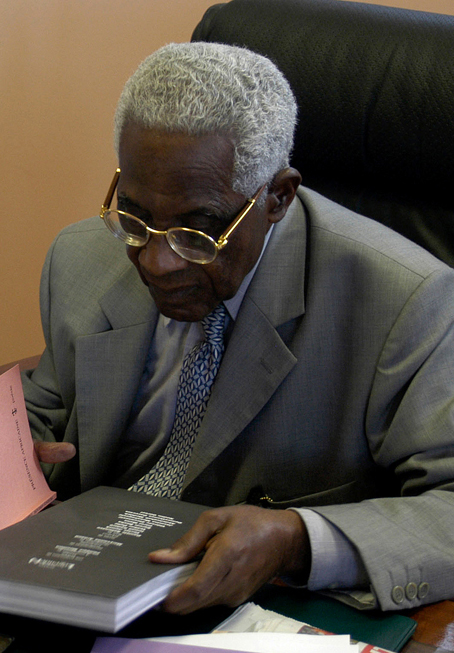
Aimé Césaire

Après la défaite de la France en juin 1940, il quitte Paris et rejoint Marseille, en octobre, où sont réfugiés des intellectuels et des artistes hostiles au nazisme dont quelques surréalistes regroupés autour de Breton. « J’ai eu des contacts très profonds avec les surréalistes [...] j’étais impressionné par le côté poétique... un grand combat pour la création... ». En février 1941, l’Emergency Rescue Committee que dirigent Varian Fry et Daniel Bénédite, leur permet de quitter la France. Avec une première escale à la Martinique (avril-mai 1941) : à Fort-de-France, grâce à Breton, ils découvrent la revue Tropiques et rencontrent ses fondateurs Suzanne Césaire et Aimé Césaire. Entre le peintre cubain et le jeune poète martiniquais, c’est le début d’une grande amitié. Lam se sent proche du combat mené contre l’injustice et le despotisme colonial par Césaire, Léopold Sédar Senghor et Léon-Gontran Damas...
Lam accoste Cuba en août 1941. Il se sent dépaysé dans son propre pays - « ce que je voyais à mon retour ressemblait à l’enfer » - révolté par la misère des Noirs sous le régime de Batista. « Tout le drame colonial de ma jeunesse revivait en moi ». Ce sera le déclic. Ses toiles deviennent des armes qui dénoncent et contestent. « Alors j’ai commencé à fabriquer des tableaux dans la direction africaine », en puisant dans le monde magique de son enfance, en s’inspirant des cérémonies de la santería ou des rites abakuas, qu’il apprend auprès de spécialistes ou de connaisseurs (entre autres l’ethnologue Lydia Cabrera). Mais Lam reste un athée. Il peint le drame de son pays en faisant revivre les mythologies d’une population brimée et asservie. 
Inspiré et bien entouré, Wifredo travaille avec acharnement. Si La Jungle exposée en 1944 à New York fait scandale, elle est achetée par le MoMA dès 1945. Lam peint désormais dans une liberté absolue.

### Liberté de voyager retrouvée
La fin de la guerre est synonyme de voyages, de rencontres, de nouvelles découvertes. Et son œuvre est l’objet d’une reconnaissance internationale. Rayonnant depuis Cuba, il se rend en Haïti dès la fin 1945 où il se lie avec le poète surréaliste haïtien Clément Magloire-Saint-Aude, puis en France et à New York (1946 et 1948) ou – après le coup d’état de Batista le 10 mai 1952 qui réinstalle la dictature dans l’île - depuis Paris, en Suède (1955), au Venezuela (1955, 1956 et en 1957 en compagnie du poète et critique de cinéma Amy Bakaloff Courvoisier), au Mato Grosso (1956), au Mexique (1957), à Cuba (1958), à Chicago (1958 et 1960), sans jamais cesser de créer. Là des toiles monumentales, totémiques ou mythiques, voire ésotériques, là des muraux en céramique, là des gravures... C’est le temps des premières monographies sur son œuvre et, tandis que les expositions s’enchaînent, que les mouvements artistiques se multiplient qui retiennent son attention (CoBrA, Phases, Imaginisterna (en), Mouvement international pour un Bauhaus imaginiste, Internationale situationniste, etc.), de rencontres décisives : John Cage, Arshile Gorky, René Char, Asger Jorn, Guillaume Corneille, Carlos Franqui, Alain Jouffroy, Gherasim Luca, Carlos Raúl Villanueva, Alexander Calder et Lou Laurin, jeune artiste suédoise, qu'il épouse en 1960 (avec qui il aura trois fils,, dont le conservateur de ses œuvres, Eskil Lam).
Cuba, après la révolution castriste, lui réserve un accueil triomphal en 1963. Lam y fait de fréquents séjours. En 1966, il peint pour le palais présidentiel de La Havane le tableau Le Tiers Monde.

### Albissola

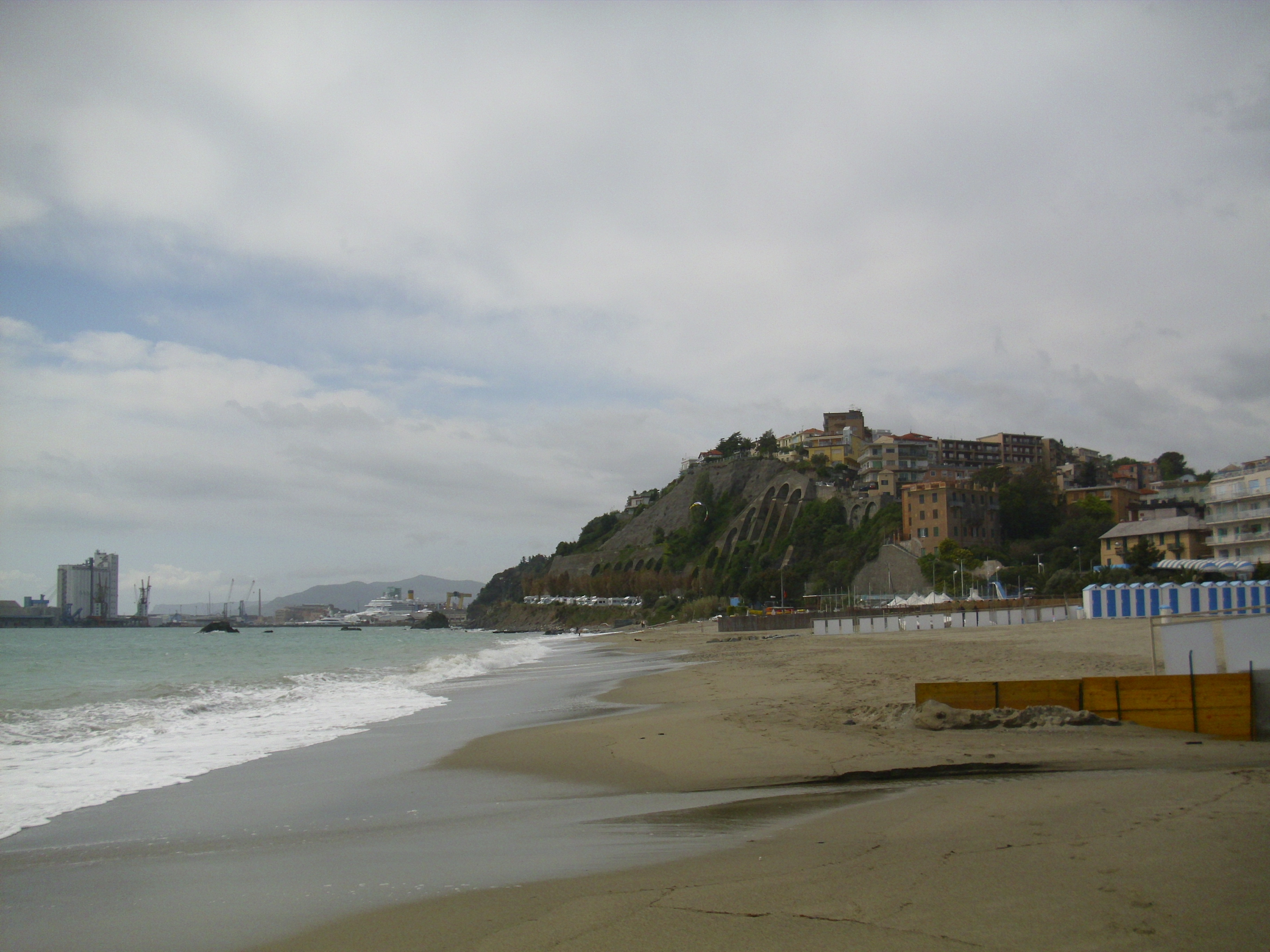
Albissola Marina

À partir de 1957, Lam se rend régulièrement en Italie et séjourne à Albissola Marina, petite ville balnéaire de la côte ligure. Il y retrouve de nombreux artistes : Asger Jorn, Enrico Baj, Fontana, Karel Appel, Corneille, Matta, Tullio Mazzotti, Piero Manzoni, Dangelo, Édouard Jaguer, Roberto Crippa, Guy Debord, Agenore Fabbri... Séduit par ce milieu libre et amical, favorable à la création et à l’émulation artistique, il décide d’y passer plusieurs mois par an. À partir des années 1960, ce sera le point d’ancrage du peintre pour les vingt prochaines années. Jorn tente plusieurs fois de l’initier à la céramique. Il n’y prendra plaisir qu’en 1975. C’est dans l’atelier San Giorgio qu’il se passionne pour cette technique et cette nouvelle « liberté créatrice ».
Lam qui expose beaucoup à travers le monde, est également invité aux principales manifestations d’art contemporain de son époque : Dokumenta II et III de Kassel (1959 et 1964) ; Biennale de Venise (1972). À Paris, il est fidèle au Salon de mai de 1954 à 1982. Lam organise le transfert du Salon de mai de 1967 à Cuba où est réalisé Cuba Colectiva – une œuvre exécutée par tous les artistes invités et leurs homologues cubains.

### Dialogues avec les poètes
À partir des années 1960, Lam produit aussi beaucoup de gravures. Une grande partie de son travail est destinée à illustrer des albums de poètes, parmi ses plus proches amis : Aimé Césaire, André Breton, René Char, Édouard Glissant, Alain Jouffroy, Michel Leiris, Gherasim Luca, André Pieyre de Mandiargues, Magloire Saint-Aude, Tristan Tzara.

### Dernières années actives et nostalgiques
Lam travaille dans l’atelier milanais de Giorgio Upiglio, en août 1978, lorsqu’il est terrassé par une attaque cérébrale. Il en sort à moitié paralysé et cloué dans un fauteuil roulant. Ce qui ne l’empêche pas de créer – principalement des dessins gravures, céramiques ou sculptures. Mais développe en lui la nostalgie du pays natal. Dès lors, il partage ces années entre Cuba et Albissola. Il meurt dans son appartement du boulevard de Beauséjour à Paris le 11 septembre 1982. Il a droit à des funérailles nationales qui lui sont organisées le 8 décembre 1982 à La Havane,.

## Citations

### Dits de Wifredo Lam
- « La seule chose, certainement, qu'il me restait, était mon désir ancien d'intégrer dans la peinture toute la transculturation qui avait eu lieu à Cuba entre Abirigènes, Espagnols, Africains, Chinois, immigrants français, pirates et tous les éléments qui formèrent la Caraïbe. Et je revendique pour moi tout ce passé. Je crois que ces transculturations ont fait de ces gens une entité nouvelle, d'une indiscutable valeur humaine. » - Wifredo Lam[19]

### Réception critique

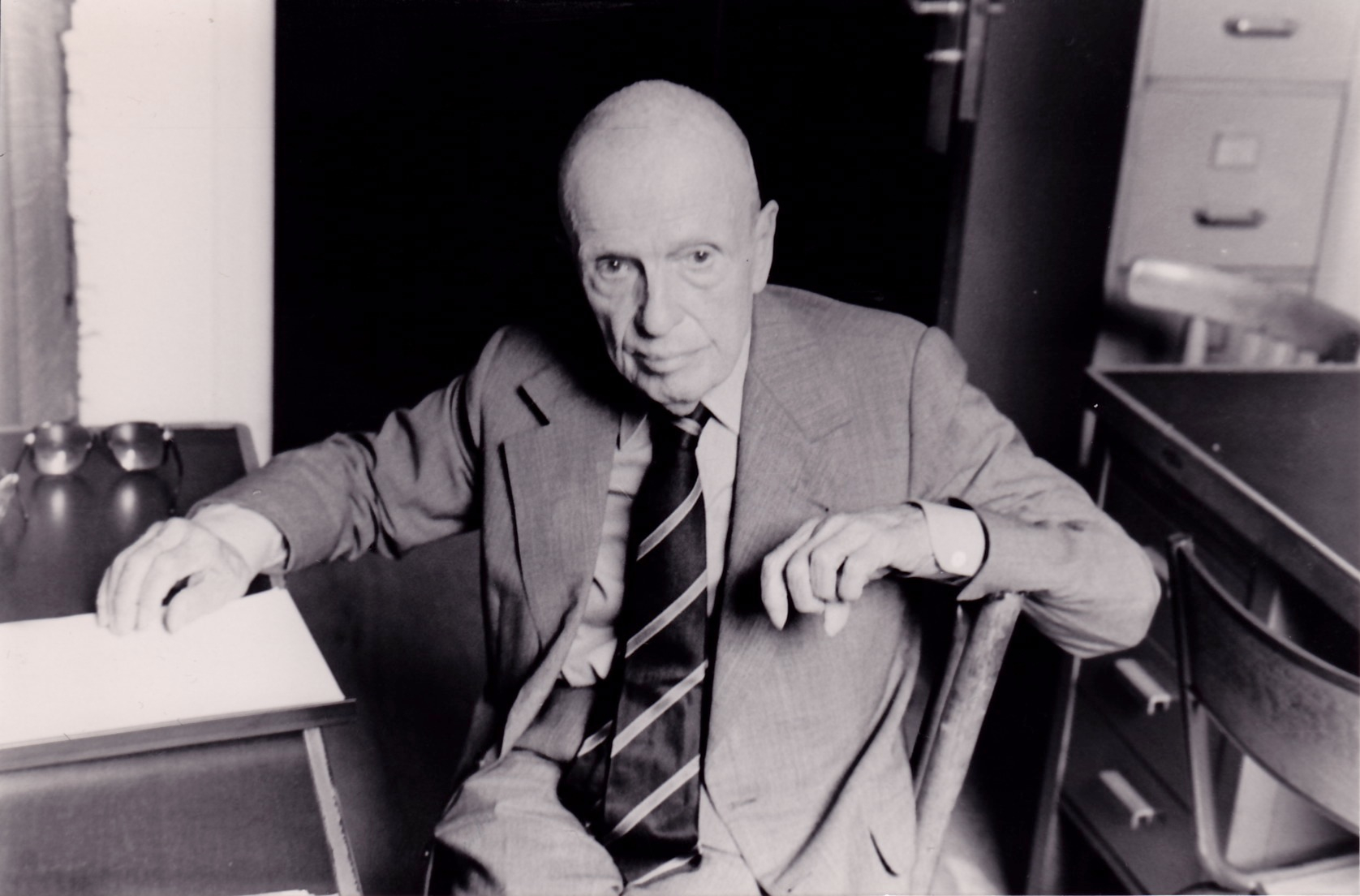
Michel Leiris

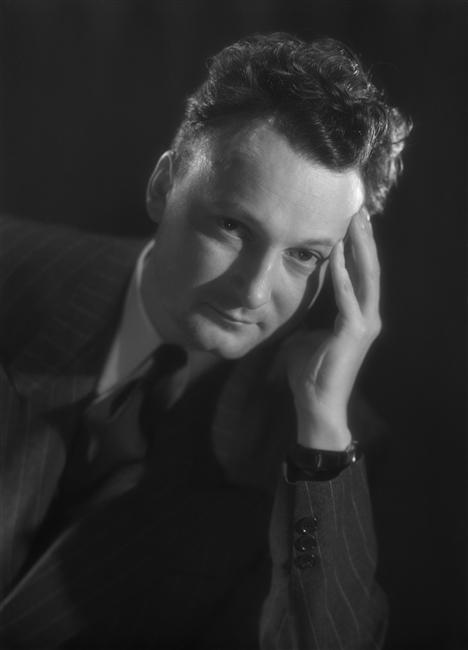
Max-Pol Fouchet

- « Rationaliste et de surcroît marxiste depuis son séjour en Espagne, Wifredo Lam n'est certes pas un adepte de la santeria ou des cultes afro-cubains. Mais on ne peut douter qu'affectivement il demeure imprégné de tout ce merveilleux auquel il accéda durant son enfance, lui qui raconte comment, tout petit et dormant dans le lit de ses parents, il vit, à la place de ceux-ci, une chauve-souris à deux-têtes. » - Michel Leiris[20]
- « Naturaliste avec une sorte de splendeur fauve, Wifredo Lam n’a cessé de mettre au monde des plantes, des bêtes, des hommes, des démons et des dieux fous. » - André Pieyre de Mandiargues[21].
- « Du seul point de vue de la plastique, les masques peints par Lam ne peuvent se saisir, au contraire de ceux d'Afrique, d'un seul regard : ils réclament une analyse attentive et discriminatoire de leurs éléments. Ceux-ci tendent moins à une évidence statique et globale qu'à une sorte de récit de métamorphoses, une forme se muant en une autre, qui à son tour en suscite de nouvelles. L'Afrique, de façon générale, fixe le sacré ou le surnaturel, alors que Lam décrit la dynamique des osmoses, des changements, des liaisons, des fusions, des avatars. Si la musique, dont il a un si grand goût, a quelque influence ici, c'est dans ces enroulements et déroulements, dans ces développements. La peinture de Lam apparaît souvent comme un instant de la permanente transformation, un moments dans les cours des mutations, des symbioses, des anastomoses. Nous sommes, dirait-on parfois, aux origines du monde, lorsque les règnes ne se sont pas encore séparés, la "mise en ordre" n'étant pas encore accomplie, la genèse des choses et des êtres se continuant. » - Max-Pol Fouchet[2]
- « L'œuvre de Wifredo Lam est des plus étranges et des plus originales. On a beau l'expliquer par ses racines cubaines et asiatiques, la rattacher à certaines périodes de Picasso, il subsiste un élément qui défie l'analyse et le commentaire. Il émane de cette peinture une force et un rayonnement qui se propagent au-delà de la toile, comme du métal chauffé à blanc. Pourtant, le dessin reste aussi allusif qu'une trace. Les personnages, pour la plupart des gnomes cornus tapis derrière des végétaux en forme de mandibules, ou des idoles assises sur un trône, ne viennent pas à la rencontre de notre regard, mais, au contraire, l'attirent vers ce qu'il y a derrière eux. La toile paraît creusée comme une empreinte sur du sable. Les roses, les verts, les mauves glissant les uns sur les autres mettent l'espace en mouvement perpétuel. Lam n'est pas un auteur qui donne de la voix pour s'affirmer, pour nous imposer sa présence. C'est un chef de chœur discret qui rassemble, recueille et répercute les rumeurs, les grouillements, les gestes menaçants d'une puissance collective. » - Pierre Mazars[22]
- « Les toiles de Lam constituent un rituel… Nous nous trouvons donc, et singulièrement face au travail de Lam, devant un usage non religieux de symboles qui ont appartenu à des religions. Mais le premier caractère de ces symboles réside précisément dans le fait de ne plus appartenir ç la religion dans les marges de laquelle l'art occidental a construit son empire. Si donc on trouve des symboles afro-caraïbes dans les tableaux de Lam, ceux-ci sont traités comme des graphes, comme des entités plastiques ayant pour fonction d'évoquer des univers symboliques mais qui ne constituent plus des symboles proprement dits. Leur articulation dans l'œuvre ne correspond pas à la logique du culte des orishas mais à la cohérence d'une écriture plastique. Là est le point essentiel : Lam les produit selon une modalité qui les arrache à leur origine en leur donnant un nouveau milieu expressif. Il invente une grammaire qui est propre à son œuvre picturale et, dans cette mesure, impropre à l'usage religieux de ces mêmes symboles. » - Jacques Leenhardt[23]

## Œuvres

### Peintures
- Jeune femme sur fond vert clair, 1938, huile sur toile, 90 × 59 cm[24]
- Le chef et son cheval, 1959, huile et fusain sur toile, Collection Musée des Beaux Arts Montréal.
- Le Repos du modèle (Nu), 1938, tempera sur papier marouflé sur toile, 146 × 155 cm[25]
- Nu couché, 1939, huile sur papier marouflé sur toile, 107 × 148 cm[26]
- Le Bruit, 1943, huile sur papier marouflé, 106 × 86 cm, Collection Musée national d'Art Moderne, Centre Georges Pompidou, Paris, en dépôt au Musée Cantini, Marseille[27]
- Lumière de la forêt, 1942, Collection Musée national d'Art Moderne, Centre Georges Pompidou, Paris
- Ta propre vie, 1942
- Les Yeux dans la grille, 1942, Collection privée[28],
- La Jungle, 1943, gouache sur papier marouflé sur toile, Collection MoMA, New York[29]
- Le Sombre Malembo, 1943, huile sur toile, Collection privée[30]
- Harpe cardinale, 1944, huile sur toile
- Les Noces, 1947, huile sur toile, National Galerie, Berlin
- La Fiancée, 1950, huile sur toile[31]
- Maternité IV (personnage au fond vert, 1960, huile sur toile, 81 x 60 cm, musée d'Arts de Nantes
- Ogoun et Eleggua, 1962, huile sur toile
- À trois centimètres de la terre, 1962, huile sur toile, 147 × 218 cm[32]
- Femme déhanchée, huile sur papier marouflé, 107 × 84,5 cm[33]
- L'Ange, au Musée national des beaux-arts d'Alger, Alger

### Contributions bibliophiliques
- André Pieyre de Mandiargues, Croiseur noir, eaux-fortes de Wifredo Lam, 1971.
- René Char, Contre une maison sèche, eaux-fortes de Wifredo Lam, 1976.
- Jean-Dominique Rey, L'herbe sous les pavés, eaux-fortes de Wifredo Lam, 1982.

### Écrits
- Wifredo Lam, « Le 3 mai 1808 de Francisco Goya », XXe siècle, Paris, 1979.

## Expositions personnelles
- Sociedad circulo de cultura y recreos, Sagua la Grande, 1928.
- Galería Vilches, Madrid, 1928.
- Circulo de arte, León, 1932.
- Wifredo Lam - Peintures, Galerie Pierre, Paris. 30 juin–14 juillet 1939.
- Drawings by Picasso and gouaches by Wifredo Lam, Perls Gallery, New York. 13 novembre-2 décembre 1939.
- Lam Paintings, Pierre Matisse Gallery, New York. 17 novembre–5 décembre 1942.
- Lam Paintings, Pierre Matisse Gallery, New York. 6-24 juin 1944.
- Lam Paintings, Pierre Matisse Gallery, New York. 20 novembre–8 décembre 1945.
- Wifredo Lam, Galerie Pierre, Paris. 12-31 décembre 1945.
- Lam, Centre d'art Galerie, Port-au-Prince, 24 janvier-3 février 1946.
- Lam, Lyceum, La Havane.
- The Cuban Painter Wifredo Lam, The London Gallery, Londres. 5-30 novembre 1946.
- Lam : Obras Recientes 1950, Parque Central, La Havane, 2–15 octobre 1950.
- Lam y nuestro tiempo, 1938-1951, Galería Sociedad Nuestro Tiempo, La Havane, 1951.
- Wifredo Lam, Institute of contemporary art, Londres, 1952.
- Wifredo Lam - Peintures récentes, Galerie Maeght, Paris, 1953.
- Wifredo Lam, pavillon des sciences sociales, Université de La Havane, 1955.
- Lam, Musée des beaux-arts de Caracas, 8-22 mai 1955.
- Wifredo Lam, Instituto Venezolano-Francés, Caracas, 1955.
- Wifredo Lam, Galerie Colibri, Malmö, 1955.
- Universidad de Santa Clara (Cuba), 1956.
- Wifredo Lam - huiles, 1937-1939 ; œuvres récentes, 1956-1957 : gouaches, pastels, dessins, lithographies, gravures, collages, Centro de bellas artes, Maracaibo, 1957.
- Wifredo Lam - Dessins, Galerie Cahiers d'art, Paris, 1957.
- Galleria Pagani del Grattacielo, Milan, 1960.
- Wifredo Lam - Pastels et gouaches, 1953-1960, Galleria de Disegno, Milan, 1960.
- Wifredo Lam, University of Notre Dame, Notre-Dame (États-Unis), 8–22 janvier 1961.
- Wifredo Lam, Hannover, Kestner-Gesellschaft, 16 décembre 1966-16 janvier 1967; Amsterdam, Stedelijk Museum, 26 janvier-12 mars 1967; Stockholm, Moderna Museet, 8 avril-7 mai 1967; palais des Beaux-Arts de Bruxelles, 18 mai-18 juin 1967.
- Wifredo Lam, Galerie Krugier, Genève. 13 mars-11 avril 1970.
- Wifredo Lam, Charlottenlund (Denmark), Ordrupgaard museum de Copenhague, (September 14-October 15); Høvikkoden (Norge), Centre d'art Henie-Onstad, Oslo, 1977.
- Galerie Artcurial, Paris, 1979[22]
- Homenaje a Wifredo Lam 1902-1982, Museo Nacional de Arte Contemporaneo, Madrid, 20 octobre–12 décembre 1982; Musée d'Ixelles, Bruxelles, 7 janvier–6 mars 1983; Musée d'Art Moderne de la Ville de Paris, Paris, 23 mars–22 mai 1983.
- Wifredo Lam, œuvres de Cuba, Maison de l'Amérique latine, Paris, juillet-septembre 1989.
- Wifredo Lam : De regresso al caribe, Instituto de Cultura, Corinne Timsit International Galeries, San Juan Puerto Rico 14 février-30 avril 1992.
- Wifredo Lam: A Retrospective of Works on Paper, Americas Society, New York, 19 septembre–20 décembre 1992; Fundacio La Caixa, Barcelone, 21 janvier– 21 mars 1993.
- Wifredo Lam, Museo Nacional Centro de Arte Reina Sofia, Madrid, 29 septembre–14 décembre 1992; Fundacio Miro, Barcelone, 21 janvier–21 mars 1993.
- Lam métis, Fondation Dapper, Paris, 26 septembre, 2001–20 janvier 2002.
- Wifredo Lam : The Changing Image, Centennial Exhibition, Yokohama Museum of Art, Yokohama, 26 octobre 2002–13 janvier 2003.
- Wifredo Lam et les poètes, Musée Campredon, Maison René-Char, L'Isle-sur-la-Sorgue, 7 juillet-2 octobre 2005.
- Wifredo Lam in North America", Haggerty Museum of Art, Marquette University, Milwaukee 11 octobre 2007–21 janvier 2008; Miami Art Museum, Miami, 8 février–18 mai 2008; Museum of Latin American Art, Long Beach, 12 juin–31 août 2008; Dali Museum, St Petersburg (FL), 2 octobre 2008–10 janvier 2009.
- Wifredo Lam, gravuras, Caixa Cultural de Rio de Janeiro, Rio de Janeiro, 22 octobre-3 janvier 2010; Pinacoteca de Estado, São Paulo, 27 février-2 mai 2010.
- Wifredo Lam 1902-1982 : Voyages entre caraïbes et avant-gardes, Musée des Beaux-Arts de Nantes 29 avril-29 août 2010.
- Césaire, Lam, Picasso, Nous nous sommes trouvés, Galerie nationales du Grand Palais, Paris, France 16 mars-6 juin 2011.
- Césaire, Lam, Picasso, Nous nous sommes trouvés, Fondation Clément, Le François (Martinique), 6 décembre 2013-2 mars 2014.
- Wifredo Lam, Imagining New Worlds, McMullen Museum of Art, Boston, 30 août-14 décembre 2014; High Museum of Art, Atlanta, 10 février-24 mai 2015.
- Wifredo Lam, Musée national d'art moderne, Centre Georges-Pompidou, Paris, 30 septembre 2015-15 février 2016; Museo Nacional Centro de Arte Reina Sofia, Madrid, 12 avril-15 août 2016; Tate Modern, Londres, 14 septembre 2016-8 janvier 2017.

### Filmographie
- Wilfredo Lam, film documentaire réalisé par Barbro Schultz Lundestam et Fabrice Maze, co produit par Seven Doc, Aube Elléouët et Oona Elléouët, sorti en 2011.